# Nostra Signora della dinamite
Nostra Signora della dinamite è il terzo album in studio del gruppo musicale italiano Giorgio Canali & Rossofuoco, pubblicato il 17 aprile 2009 da La Tempesta Dischi.

## Descrizione
(Giorgio Canali)
Se tutti i precedenti album rappresentavano un'oscillazione tra tematiche diverse, tutte inserite nello stesso solco, le 10 tracce di Nostra Signora della dinamite indicano una decisa rottura. Il lato intimista è decisamente preponderante e, probabilmente per questa ragione, è molto apprezzato da chi ne sa cogliere quegli aspetti intimi che Canali ha voluto raccontare. Non manca, tuttavia, qualche pezzo memorabile, fra cui spicca Quello della foto. Si tratta di una delle tracce più rilevanti dell'intera discografia, incentrata sul tema dell'evanescenza dell'identità e sorretta da un imponente crescendo musicale che parte con diradata tranquillità e diventa, man mano, serratissimo.
Canali invoca l'oblio, l'impalpabilità dell'esistenza, il non essere come tratti distintivi della propria personalità (anche se il messaggio è probabilmente universale). Non è un testo psicanalitico, piuttosto filosofico: l'inconscio si intravede tra le righe, ma v'è di più: sono il vuoto e la dimenticanza nei confronti di sé stessi ad essere preponderanti, in un'amnesia esistenziale eletta ad elemento fondante della condizione umana: "Io sono il mai, io sono il senza, io sono l'inesistenza, io sono il buio, non ci sono e non c'ero, io sono la dissolvenza al nero". E quella stessa tendenza alla scomparsa è anche un'aspirazione, condizione non raggiunta ma auspicabile, mezzo definitivo di diserzione da lacci e costrizioni della modernità: "io sono quello di cui non si chiede, io sono quello che non si vede, sono la fuga, il cammino perduto, io sono il disertore ignoto, sono il refuso, la latitanza, la distrazione, la dimenticanza". Ma si può anche leggere, nella stessa atmosfera, anche un potentissimo senso di angoscia nel non poter cristallizzare la propria identità in qualcosa di chiaramente percepibile o in un'esistenza monolitica, che viene invece esclusa dall'evanescenza dell'essere; al massimo si può chiedere: "Ditemi qualcosa di più, vorrei per favore avere notizie di me, datemi un indizio in più, qualcosa che mi aiuti a capire. Che fine ho fatto? Che cosa mi è successo di nuovo? Che cosa faccio? Dove mi trovo?". Definitiva la risposta: "Io non esisto, io sono il vuoto, sono quello tagliato via dalla foto".
Nostra Signora della dinamite si muove sullo stesso terreno: "il mondo vive il suo miraggio di essere reale", ma in termini più psicologici: "via dalle rotte solite delle mie depressioni, qualcuno abbatta questi angeli, hanno rotto i co**ioni". Ci si trova di nuovo "tra crisi diplomatiche e crescite economiche", nel mezzo delle quali restano solo "le fantasie degli incubi che siamo noi". Respira ancora è l'unica traccia nello stile dei vecchi album. 
La rabbia c'è e, in più, emerge il terrore, amplificato dalla mancanza di indizi sull'entità (non meglio definita) che, nonostante tutto, minacciosamente, respira ancora: "leggo la mia fine nei suoi occhi, riassunta in una sola parola: uccidi! E respira ancora".

## Tracce
Testi di Giorgio Canali, musiche di Marco Greco, Luca Martelli, Claude Saut e Giorgio Canali, eccetto dove indicato.
1. Quello della foto
2. Lezioni di poesia (musica: Giorgio Canali)
3. Tutti gli uomini
4. Nuvole senza Messico
5. Rifugi di emergenza
6. Nostra Signora della dinamite
7. MP nella BG
8. Schegge vaganti
9. Respira ancora
10. M.me et Mr. Curie

## Formazione
Hanno partecipato alle registrazioni, secondo le note di copertina:
Gruppo
- Giorgio Canali – chitarra, voce
- Marco Greco – chitarra, cori
- Claude Saut – basso, cori
- Luca Martelli – batteria, cori

Altri musicisti
- Andrea Ruggiero – violino elettrico (tracce 1, 3, 8 e 9)